# Karol Kučera
Karol Kučera (Bratislava, 4 maart 1974) is een voormalig tennisser uit Slowakije, die van 1992 tot en met 2006 speelde als prof. In deze periode won Kučera zes toernooien op de ATP-tour.
Zijn eerste toernooizege behaalde Kučera in 1995, bij het ATP-toernooi van Rosmalen ten koste van de Zweed Anders Järryd. Nadien volgden eindoverwinningen in Ostrava (1997), Sydney en New Haven (1998), Bazel (1999) en Kopenhagen (2003). Zijn hoogste klassering op de ATP-wereldranglijst bereikte de rechtshandige Slowaak op 14 september 1998: zesde plaats.
Kučera was een van de spelers die met het Slowaaks Davis Cupteam tijdens de Davis Cup 2005 de finale bereikten tegen Kroatië. In de finale werd echter met 3-2 verloren. Na deze ontmoeting kondigde Kučera het einde van zijn carrière aan. De verloren wedstrijd van Kučera tegen Ivan Ljubičić was de laatste professionele wedstrijd van zijn loopbaan (3-6, 4-6, 3-6).

## Palmares

### ATP-finaleplaatsen enkelspel
| Nr.              | Datum            | Toernooi   | Tegenstander in finale | Score                   |         |
| ---------------- | ---------------- | ---------- | ---------------------- | ----------------------- | ------- |
| Gewonnen finales |                  |            |                        |                         |         |
| 1.               | 18 juni 1995     | Rosmalen   | Anders Järryd          | 7-6, 7-6                | details |
| 2.               | 19 oktober 1997  | Ostrava    | Magnus Norman          | 6-2, opg.               | details |
| 3.               | 18 januari 1998  | Sydney     | Tim Henman             | 7-5, 6-4                | details |
| 4.               | 23 augustus 1998 | New Haven  | Goran Ivanišević       | 6-4, 5-7, 6-2           | details |
| 5.               | 10 oktober 1999  | Bazel      | Tim Henman             | 6-4, 7-6, 4-6, 4-6, 7-6 | details |
| 6.               | 2 maart 2003     | Kopenhagen | Olivier Rochus         | 7-6, 6-4                | details |

Verder stond hij nog in zes finales: 1994 - Umag; 1997 - Nottingham, Stuttgart Outdoor; 1998 - Stuttgart Outdoor, Wenen; 2003 - Madras

## Resultaten grandslamtoernooien
| Legenda | Legenda                          |
| ------- | -------------------------------- |
| g.t.    | geen toernooi gehouden           |
| l.c.    | lagere categorie                 |
| –       | niet deelgenomen                 |
| G       | uitgeschakeld in de groepsfase   |
| 1R      | uitgeschakeld in de eerste ronde |
| 2R      | uitgeschakeld in de tweede ronde |
| 3R      | uitgeschakeld in de derde ronde  |
| 4R      | uitgeschakeld in de vierde ronde |
| KF      | uitgeschakeld in de kwartfinale  |
| HF      | uitgeschakeld in de halve finale |
| F       | de finale verloren               |
| W       | het toernooi gewonnen            |
| w-v     | winst/verlies-balans             |

### Enkelspel
| Toernooi        | 1993 | 1994 | 1995 | 1996 | 1997 | 1998 | 1999 | 2000 | 2001 | 2002 | 2003 | 2004 | 2005 |
| --------------- | ---- | ---- | ---- | ---- | ---- | ---- | ---- | ---- | ---- | ---- | ---- | ---- | ---- |
| Australian Open | –    | –    | 1R   | 3R   | 2R   | HF   | KF   | 1R   | 1R   | 2R   | 2R   | 2R   | –    |
| Roland Garros   | 1R   | 2R   | 1R   | 3R   | 1R   | 1R   | 1R   | 3R   | –    | 1R   | 1R   | 2R   | –    |
| Wimbledon       | –    | 1R   | 2R   | 3R   | 1R   | 1R   | 4R   | 2R   | –    | –    | 3R   | 2R   | 2R   |
| US Open         | –    | 1R   | 1R   | 1R   | 1R   | KF   | –    | 1R   | –    | 2R   | 3R   | 2R   | 2R   |

### Mannendubbelspel
| Toernooi        | 2003 | 2004 |
| --------------- | ---- | ---- |
| Australian Open | –    | 1R   |
| Roland Garros   | 1R   | 2R   |
| Wimbledon       | 2R   | –    |
| US Open         | 2R   | –    |